# کایزا
کایزا (به انگلیسی: caisa) سازی است در ردهٔ سازهای خودصداها (ideophones) که در این رده، تولید صدا با ارتعاش بدنهٔ ساز صورت می‌گیرد. به سازهایی مانند ساز هنگ و کایزا، که مشابه «استیل پَن» هستند ولی سطح آن‌ها محدب است، «هَندپَن» نیز گفته می‌شود. هندپن‌ها از برخی اصول اساسی فیزیکی مشابه «استیل‌پَن» (steelpan) استفاده می‌کنند، اما به گونه‌ای اصلاح شده‌اند که همانند یک تشدیدگر هلمهولتز (Helmholtz resonance) عمل کنند. این سازها بیشتر با دست و انگشتان دست نواخته می‌شوند و این باعث تولید صدایی غنی از اُوِرتن، نرم و گرم می‌شود.

## تاریخچه

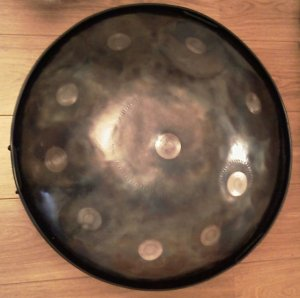
روی صفحه کایزا

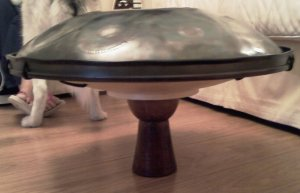
دید جانبی از کایزا

این ساز اولین بار از فولاد و چوب، در آلمان توسط بیل براون ساخته شد. بخش فولادی آن شبیه به روی ساز استیل پن و پایه چوبی آن شبیه به یک پایه شاخ مانند بود. فولاد و چوب با طنابی کش سان به یکدیگر نگه داشته می‌شدند ولی تماس مستقیمی بین فولاد و چوب وجود نداشت. صدا از فاصله بین فولاد و چوب، و نه از پایه چوبی منتشر می‌شد. آخرین نسخه کایزا تنها از فلز ساخته شده‌است. این ساز از دو نیم پوسته از جنس ورق فولاد نیترید که لبه‌هایشان به یکدیگر چسبیده‌اند، ساخته شده‌است. خلق ساز حاصل سالیان سال تحقیق مستمر دربارهٔ سازهایی مانند استیل پن و قتم است. فلیکس روهنر و سابینا شرارر|، که در سال ۲۰۰۰ موفق به ساخت هنگ در شهر برن سوئیس شدند، بیشترین سهم را در توسعه هندپن‌ها داشته‌اند.

## اجزا
آخرین نسخه کایزا تنها از فلز ساخته شده‌است. این ساز از دو نیم پوسته از جنس ورق فولاد نیترید که لبه‌هایشان به یکدیگر چسبیده‌اند، ساخته شده‌است. این فضای خالی بین دو پوسته باعث می‌شود نیمه بالایی ساز به قطر ۵۸ سانتی‌متر از مطلوب‌ترین رزونانس و تُن ممکن برخوردار باشد. طرف بالایی ساز، بسته به اینکه چگونه آن نواخته می‌شود، می‌تواند مانند چنگ، بِلز یا استیل پن هارمونیک صدادهی داشته باشد. بخشهای ملودیک به صورت دستی چکش کاری شده‌اند و معمولاً در یک گام پنتاتونیک شامل ۱۰–۱۲ نت می‌شوند. نت مرکزی روی ساز صدایی به مراتب عمیق‌تر دارد.

## صدا

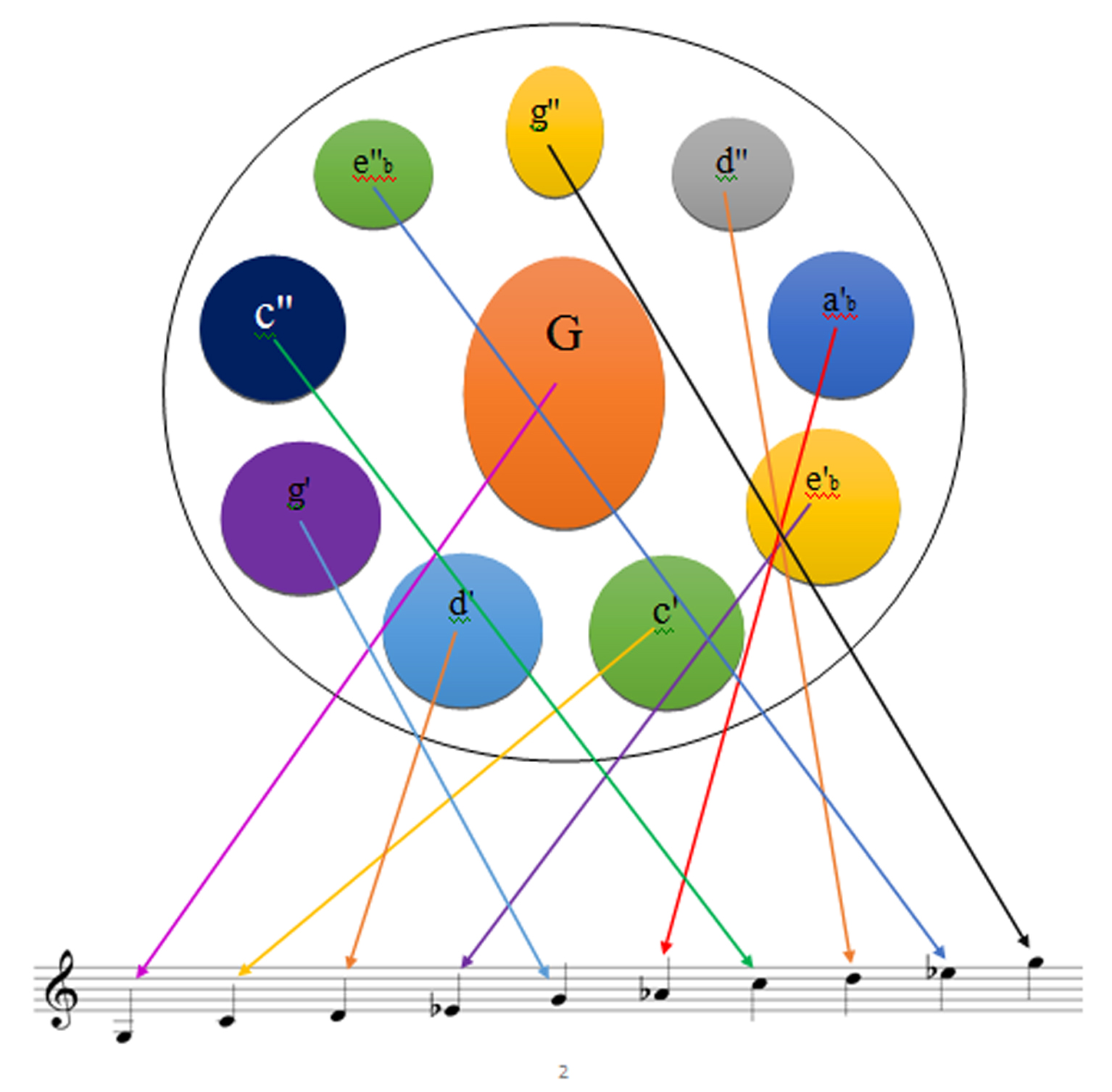

بخش‌های ملودیک به صورت دستی چکش کاری شده‌اند و معمولاً در یک گام پنتاتونیک شامل ۱۰–۱۲ نت می‌شوند. نت مرکزی روی ساز صدایی به مراتب عمیق‌تر دارد. این ساز را می‌توان هم روی پا و هم روی پایه چوبی خود قرار گیرد. کایزا با دست و به شیوه‌ای مشابه ساز هنگ نواخته می‌شود، اما صدایی بیشتر شبیه به یک مدیتیشن پَن دارد. به سازهایی مانند ساز هنگ (ساز) و کایزا که مشابه استیل پن هستند ولی سطح آن‌ها محدب است، هندپن نیز گفته می‌شود. هندپن‌ها از برخی اصول اساسی فیزیکی مشابه استیل پن استفاده می‌کنند اما به گونه‌ای اصلاح شده که همانند یک رزوناتور هلمهولتز عمل کند. این سازها بیشتر با دست و انگشتان نواخته می‌شوند و این باعث تولید صدایی غنی از اُوِرتن، نرم و گرم می‌شود. وسعت صدایی ساز کایزا در گام دو مینور پنتاتونیک می‌باشد.